# Rune Falk

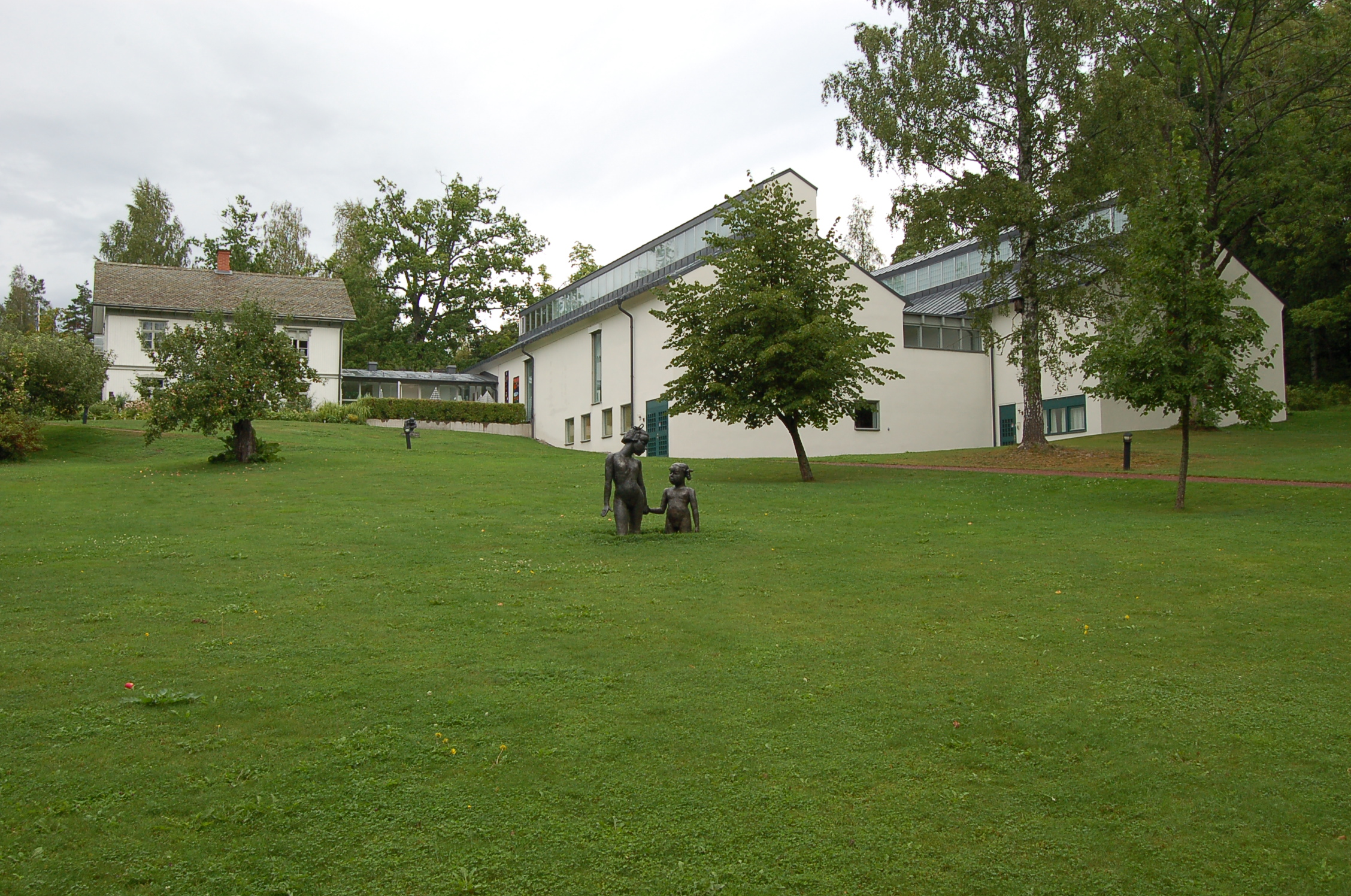
Rackstadmuseet

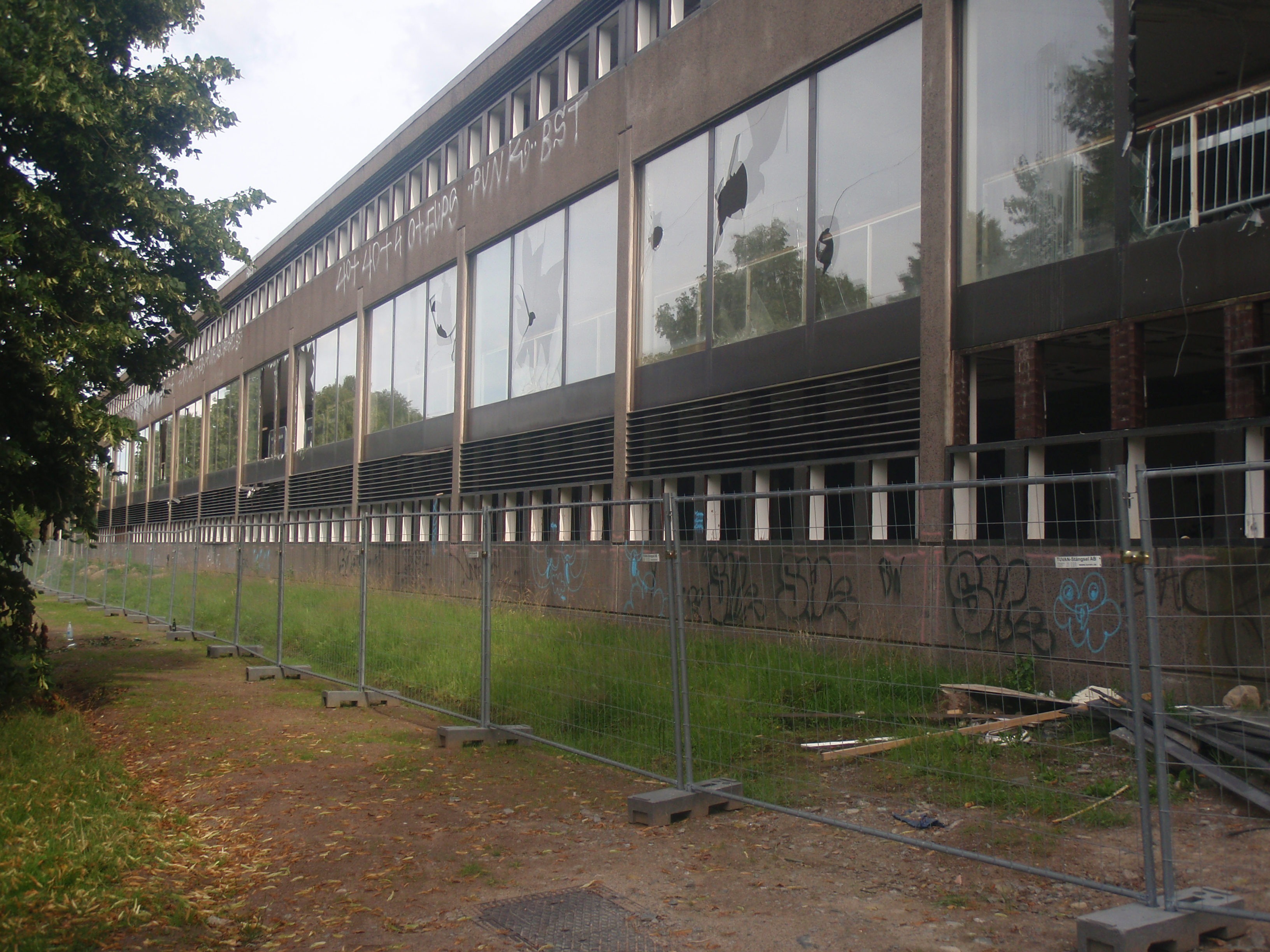
Radio- & TV-huset i Göteborg, innan rivning

Rune Venzel Falk, född 31 december 1926 i Edane, Brunskogs församling utanför Arvika , död 9 december 2007 Vasa församling, Göteborg, var en svensk arkitekt.

## Utbildning och verksamhet
Falk, som var son till maskinist Rudolf Falk och Elin Andersson, avlade studentexamen i Arvika 1947 och utexaminerades från Chalmers tekniska högskola (CTH) i Göteborg 1952. Han var assistent vid CTH 1952–1956, delägare i White arkitekter AB från 1952  och senare verkställande direktör där. Han var professor i stadsbyggnad vid Chalmers tekniska högskola i Göteborg 1981–1991.
Rune Falk är gravsatt på Västra kyrkogården i Göteborg.

## Verk i urval
- Medverkan i projekteringen av Baronbackarna, Örebro.
- Bostadsområdet Södra Tynnered, Göteborg.
- Radio- & TV-huset vid Delsjövägen, Göteborg.
- Östra Nordstan (delen mot Norra Hamngatan), Göteborg.
- Göteborgs Konstmuseums tillbyggnader.
- Rackstadmuseet, Arvika.